# Amblyseius frutexis
Amblyseius frutexis är en spindeldjursart som beskrevs av Wolfgang Karg 1991. Amblyseius frutexis ingår i släktet Amblyseius och familjen Phytoseiidae. Inga underarter finns listade i Catalogue of Life.